# Arenicolidae
Arenicolidae – rodzina wieloszczetów z infragromady Scolecida i rzędu Capitellida.

## Opis
Ciało cylindryczne, wyraźnie podzielone na trzy części: przedskrzelową (prebranchial), skrzelową (branchial) i kaudalną (caudal). Prostomium pozbawione przydatków. Notopodia tępo ścięte, a neuropodia wydłużone. Notosetae kapilarowate lub gałązkowate, a neurosetae dziobkowato zakrzywione. Skrzela (branchiae) obecne na niektórych oszczecineniach w środkowej i tylnej części ciała. Z wyjątkiem rodzaju Branchiomaldane dość dobrze odróżniają się od innych wieloszczetów grubą epidermą, wyraźnym regionem skrzelowym, silnie pęczkowatymi skrzelami i występowaniem w piasku.

## Systematyka
Zalicza się tu 7 rodzajów:
- Abarenicola Wells, 1959
- Arenicola Lamarck, 1801
- Arenicolides Mesnil, 1898
- Branchiomaldane Langerhans, 1881
- Clymenides
- Eruca
- Protocapitella